# Amyris conzattii
Amyris conzattii är en vinruteväxtart som beskrevs av Standley. Amyris conzattii ingår i släktet Amyris och familjen vinruteväxter. Inga underarter finns listade i Catalogue of Life.